# Contuzie
O contuzie, cunoscută popular ca vânătaie, este un tip de hematom al țesutului în care capilarele și, uneori, venulele sunt afectate de traumatisme, permițând sângelui să se infiltreze și să producă hemoragie, sau să pătrundă în țesuturile interstițiale din apropiere. Vânătăile, care nu sunt cauzate de presiune, pot fi la nivelul pielii, țesutului subcutanat, mușchilor sau oaselor. Vânătăile nu trebuie confundat cu alte leziuni similare de care se deosebesc în primul rând prin diametrul sau legătură de cauzalitate. Aceste leziuni includ peteșiile (< 3 mm ce au cauze numeroase și diverse, cum ar fi reacțiile adverse la medicamente, asfixierea, tulburări ale trombocitelor și boli cum ar fi citomegalovirusul), purpurele (de la 3 mm la 1 cm, clasificate ca purpură palpabilă și purpură nepalpabilă, indică diferite stări patologice, cum ar fi trombocitopenia) și echimozele (>1 cm cauzate de revărsări de sânge în țesuturile subcutanate și stabilite într-o zonă aflată la distanță de locul traumatismului, cum ar fi echimoze periorbitale, de exemplu,„ochi de raton”, care rezultă dintr-o fractura a bazei craniului sau dintr-un neuroblastom).
Ca un tip de hematom, o contuzie este cauzată întotdeauna de o hemoragie internă în țesuturile interstițiale care nu se revarsă prin piele, inițiată de obicei de un corp contondent, care provoacă leziuni prin compresie fizică. Traumatismele suficient de puternice pentru a provoca vânătăi pot apărea dintr-o mare varietate de situații, inclusiv accidente, căderi și intervenții chirurgicale. Stările de boală, cum sunt ar fi numărul insuficient de trombocite sau funcționarea lor defectuoasă, alte deficiențe de coagulare sau tulburări vasculare, cum ar fi blocajul venos asociat cu grave alergii pot conduce la formarea de purpure care nu trebuie confundate cu traumatismele ce stau la baza vânătăilor/contuziilor. Dacă traumatismul este suficient de puterni pentru a rupe pielea și permite sângelui să iasă din țesuturile interstițiale, rezultatul nu mai este o vânătaie, ci un tip de hemoragie numit sângerare. Cu toate acestea, astfel de leziuni pot fi însoțite de echimoze în alte părți.
Vânătăile pot cauza de multe ori o durere, dar micile vânătăi nu sunt totuși periculoase. Uneori vânătăile pot fi grave, determinând hematoame ce pot pune viața în pericol atunci când sunt asociate cu leziuni grave, inclusiv fracturi și o sângerare internă severă. Aspectul și severitatea vânătăilor depinde de mulți factori, inclusiv tipul și starea de sănătate a țesuturilor afectate. Vânătăile minore pot fi recunoscute cu ușurință prin culoarea pielii  albastră sau violetă, în zilele de după accidentare.

## Cauză
Prezența contuziilor pot fi observate la pacienții cu tulburări ale trombocitelor sau de coagulare, sau la cei care sunt tratați cu un anticoagulant. Vânătaia inexplicabilă poate fi un semn de avertizare cu privire la abuzul asupra copilului, abuzul domestic sau probleme medicale grave cum ar fi leucemia sau infecția meningococică. Vânătăile inexplicabile pot indica, de asemenea, o hemoragie internă sau anumite tipuri de cancer. Pe termen lung, terapia cu glucocorticoizi poate provoca ușoare vânătăi. Vânătăile prezente în jurul ombilicului (buricului) însoțite de dureri abdominale severe sugerează pancreatita acută. Probleme ale țesutului conjunctiv, cum ar fi sindromul Ehlers-Danlos pot cauza echimoze spontane sau relativ ușoare în funcție de severitatea afecțiunii.
În timpul unei autopsii, vânătăile ce însoțesc escoriațiile indică escoriații ce au avut loc în timp ce persoana era în viață, spre deosebire de traumatismele suportate post-mortem.